# Establo Isegahama (2007)

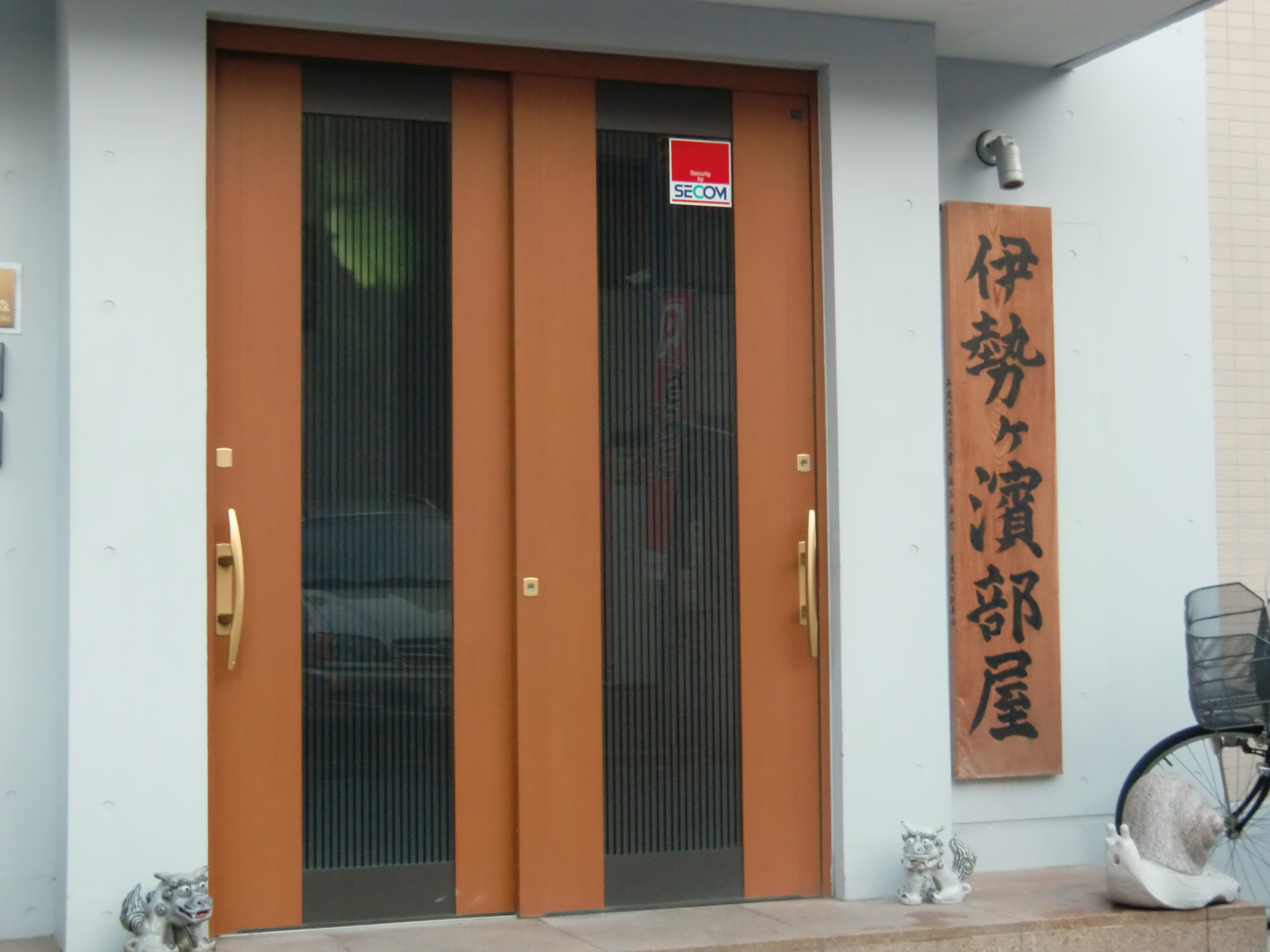
Entrada principal del Establo Isegahama

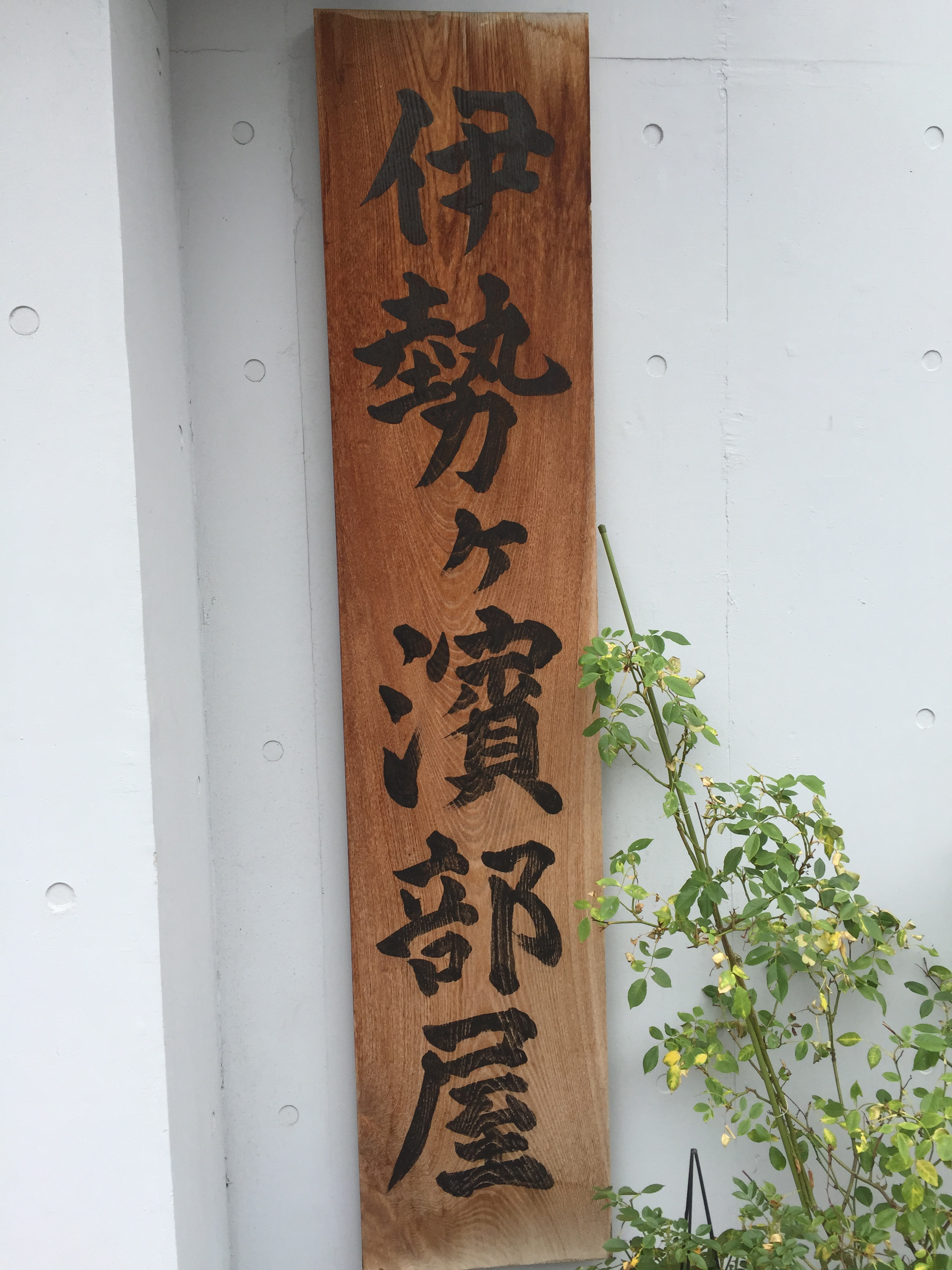
Placa de madera con el nombre del Establo Isegahama

El Establo Isegahama (伊勢ヶ濱部屋, Isegahama-beya), anteriormente conocido como el Establo Ajigawa desde 1979 a 2007, es un establo de entrenamiento de sumo profesional. El establecimiento forma parte del ichimon Isegahama del cual además es líder. Su actual maestro y dueño es el ex yokozuna Terunofuji.
Debido a la transferencia de los luchadores y el personal del establo Miyagino en marzo de 2024, la cantidad de luchadores en el establo aumentó, convirtiéndolo en uno de los más numerosos en el mundo del sumo. Para mayo de 2025, el establo posee un total de 37 luchadores.

## Historia
El establo Ajigawa original fue fundado en abril de 1979 por el ex sekiwake Mutsuarashi. En un principio, este tuvo como objetivo convertirse en el maestro del establo Miyagino, por lo cual se contrajo nupcias con la hija del maestro de ese establo, sin embargo, el matrimonio culminó en un divorcio. Mutsuarashi luego se mudó al establo Tomozuna tras su retiro en 1977, fundando su propio establo dos años después. El establo Ajigawa absorbió al establo Kasugayama en 1990 tras el retiro de su maestro principal. En abril de 1993, Asahifuji adquirió el nombre de maestro/anciano Ajigawa debido al deterioro en la salud de Mutsuarashi, asumiendo el control del establo. A finales de 2007, Asahifuji cambió su nombre de maestro por el de Isegahama, uno muy prestigioso en el mundo del sumo, y el cual había quedado disponible tras el retiro de su antiguo dueño, el ex maegashira Katsuhiraki, por ende, el establo volvió a ser renombrado. La decisión de Asahifuji de cambiar su nombre por el de Isegahama fue visto como un esfuerzo por restaurar la reputación de su ichimon (el ichimon fue conocido como el Tatsunami-Isegahama durante muchos años antes de convertirse solamente en Tatsunami; debido al éxito del recién renombrado establo, el ichimon ha vuelto a ser conocido solamente como el Isegahama desde enero de 2013). Asahifuji también mudó su establo a las nuevas instalaciones.
En septiembre de 2012, el ōzeki Harumafuji obtuvo su segundo campeonato (yūshō) consecutivo, siendo luego promovido al rango de yokozuna para el siguiente torneo. En marzo de 2013, el establo absorbió a los luchadores y entrenadores (Terunofuji, Wakaaoba y Shunba) del establo Magaki. El establo Magaki fue cerrado debido a problemas de salud del maestro/anciano Magaki. En 2017, el establo Isegahama tuvo a cuatro de sus luchadores clasificados en las divisiones makuuchi y jūryō, aunque Harumafuji se retiró en noviembre de ese mismo año y el ōzeki Terunofuji cayó a las divisiones inferiores debido a una lesión en 2018 antes de realizar su exitoso retorno, eventualmente alcanzando el rango de yokozuna en julio de 2021.
En marzo de 2022, el establo logró tener seis sekitori activos al mismo tiempo tras la promoción de Atamifuji, en aquel momento de 19 años, a la división jūryō para el torneo de marzo, luego de haber obtenido una registro de victorias en la división makushita.
En noviembre de 2022, el establo obtuvo otro logró poco común, tener a sus seis sekitori clasificados en la división más alta del sumo, el makuuchi, tras la promoción de Atamifuji al rango de maegashira #15. La última vez que un establo tuvo a seis sekitori clasificados dentro del makuuchi fue en marzo de 2004 con el establo Musashigawa.
En diciembre de 2022, dos luchadores de bajo rango del establo fueron hallados culpables por haber actuado violentamente contra otros luchadores jóvenes, particularmente por haberlos golpeado con vigas de madera y quemarlos con líquido hirviendo del chankonabe. Uno de los luchadores asumió su responsabilidad y envió su carta de retiro a la asociación, mientras que el otro recibió una suspensión por dos torneos. Tras la investigación, el maestro Isegahama (Asahifuji) renunció a su puesto dentro del gabinete de directores de la Asociación Japonesa de Sumo.
En marzo de 2024, la Asociación Japonesa de Sumo anunció el cierre temporal del establo Miyagino (también perteneciente al ichimon Isegahama) y la transferencia de todo su personal al establo Isegahama por un período de tiempo indefinido. Esto ocurrió como consecuencia de un escándalo de abuso físico en el establo Miyagino por parte del ex maegashira Hokuseihō, desencadenando el subsecuente castigo y degradación de su maestro, el ex yokozuna Hakuhō. Comentando acerca de la transferencia, los luchadores de alto rango en el establo, Terunofuji y Atamifuji, emitieron opiniones positivas, resaltando las oportunidades de entrenamiento de las cuales los luchadores se podrían beneficiar. Tras la renuncia y retiro definitivo del maestro Miyagino (Hakuhō) en junio de 2025, se les ordenó a todos los miembros del establo Miyagino permanecer bajo la tutela del establo Isegahama.
Con la publicación del banzuke para el torneo de enero de 2025, el establo Isegahama se convirtió en el primer establo en tener a sus siete sekitori dentro de la división makuuchi en 22 años, un récord logrado solamente por el establo Musashigawa y el mismo establo Isegahama en septiembre de 2003.
En junio de 2025, la Asociación Japonesa de Sumo anunció que Terunofuji tomaría el control del nombre Isegahama al igual que el establo tras el retiro obligatorio de Asahifuji el cual cumpliría 65 años el mes siguiente.

## Nombres de ring
Durante su tiempo como el establo Ajigawa, la mayoría de los luchadores adoptaban un nombre de ring o shikona con el kanji 安 (pronunciado "a" o "an", significando pacífico). Desde el renombramiento a Isegahama, el establo ha venido utilizando un nuevo patrón en donde los luchadores ahora adoptan nombres de ring con el sufijo "Fuji" (富士), extraído del nombre del anterior maestro del establo, Asahifuji, no obstante, otros establos también utilizan este sufijo. El prefijo "Teru" también es común: ejemplos incluyen a Terunofuji, Terutsuyoshi, Terumichi y Teruju.

## Dueños
- 2025–presente: El décimo (10°) Isegahama Haruo (iin taigu toshiyori, el septuagésimo tercer (73°) yokozuna Terunofuji)
- 1993–2025: El cuarto (4°) Ajigawa / noveno Isegahama Seiya (yakuin taigu iin, el sexagésimo tercer (63°) yokozuna Asahifuji)
- 1979–1993: El tercer (3°) Ajigawa Hiroaki (ex sekiwake Mutsuarashi)

## Luchadores activos destacados
- Takarafuji (mejor rango: sekiwake)
- Midorifuji (mejor rango: maegashira)
- Nishikifuji (mejor rango: maegashira)
- Atamifuji (mejor rango: maegashira)
- Takerufuji (mejor rango: maegashira)
- Hakuōhō (mejor rango: maegashira)
- Enhō (mejor rango: maegashira)
- Kusano (mejor rango: maegashira)
- Kawazoe (mejor rango: jūryō)
- Tenshōhō[ja] (mejor rango: jūryō)

## Entrenadores
- Miyagino Seiya (san'yo, el sexagésimo tercer (63°) yokozuna Asahifuji)
- Tateyama Yoshiyuki (toshiyori, ex maegashira Homarefuji)
- Magaki Yoshito (toshiyori, ex maegashira Ishiura)

## Exluchadores destacados

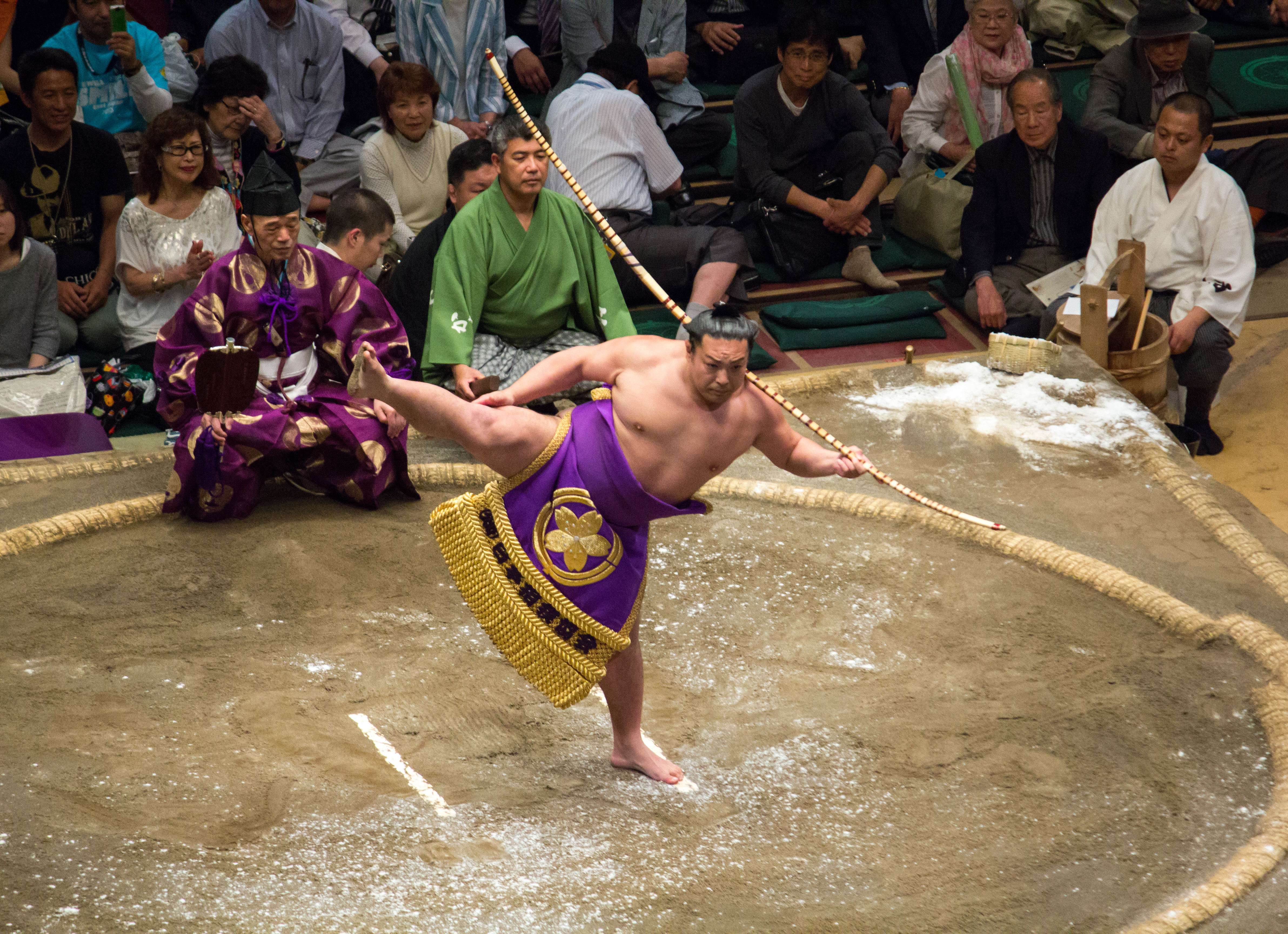
Satonofuji realizando la ceremonia de girada del arco

- Harumafuji (el septuagésimo (70°) yokozuna)
- Terunofuji (el septuagésimo tercer (73°) yokozuna)
- Aminishiki (ex sekiwake)
- Asōfuji (ex maegashira)
- Homarefuji (ex maegashira)
- Kasugafuji (ex maegashira)
- Terutsuyoshi (ex maegashira)
- Satonofuji (ex makushita) – encargado de realizar el yumitori-shiki (ceremonia de girada del arco)

## Asistentes
- Mutsuhokkai[ja] (sewanin, ex jūryō, de nombre real: Katsuaki Honma)
- Saisu (sewanin, ex maegashira, de nombre real: Minoru Saisu)

## Gyōji
- Shikimori Seiichirō (sandanme gyōji, de nombre real: Rikuto Fukuda)
- Shikimori Seisuke (sandanme gyōji, de nombre real: Koshi Saikawa)

## Yobidashi
- Teruki (makuuchi yobidashi, de nombre real: Takahisa Kudō)
- Fujio (jūryō yobidashi, de nombre real: Shinsuke Onodera)
- Teruya (makushita yobidashi, de nombre real: Daisuke Kondō)
- Ryūji (makuuchi yobidashi, de nombre real: Ryūji Takahashi)

## Tokoyama
- Tokoyodo (tokoyama de clase especial)
- Tokoami (tokoyama de tercera clase)
- Tokoshun (tokoyama de quinta clase)

## Ubicación y acceso
Mōri 1-7-4, barrio especial de Kōtō, Tokio 135-0001. Cerca de la Estación Sumiyoshi (Línea Toei Shinjuku y Línea Hanzōmon)